# Lophuromys kilonzoi
Lophuromys kilonzoi  (Verheyen, Hulselmans, Dierckx, Mulungu, Leirs, Corti & Verheyen, 2007) è un roditore della famiglia dei Muridi endemico della Tanzania.

## Descrizione
Roditore di piccole dimensioni, con la lunghezza della testa e del corpo tra 115 e 139 mm, la lunghezza della coda tra 50 e 94 mm, la lunghezza del piede tra 19,1 e 23,9 mm, la lunghezza delle orecchie tra 15,5 e 21,7 mm e un peso fino a 74 g.

Esternamente indistinguibile da Lophuromys aquilus dal quale si differenzia per le dimensioni generali più grandi, le orecchie più lunghe ed il piede più corto. Il cranio è più piccolo, con un rostro chiaramente più corto ma più largo,i piatti zigomatici più sviluppati, gli incisivi superiori meno robusti. La coda è più corta della testa e del corpo.

## Biologia

### Comportamento
È una specie terricola.

## Distribuzione e habitat
Questa specie è endemica della Tanzania nord-orientale, dove è stato osservato solo in due località, Magamba, lungo il confine con il Kenya e sui Monti Usambara.
Vive nelle foreste a circa 1.550 metri di altitudine.

## Conservazione
La IUCN considera questa specie un sinonimo di Lophuromys flavopunctatus.